# Tomàs Salort i de Olives
Tomàs Salort i de Olives (Ciutadella, 14 de juliol de 1905 - † Madrid, 22 d'agost 1936) fou un advocat i polític menorquí, diputat a Corts durant la Segona República.
Era fill del notable ciutadellenc Llorenç Salort Martorell. Llicenciat en dret, exercí d'advocat i fou diputat per les Illes Balears a les eleccions generals espanyoles de 1933 i 1936 per la CEDA. El començament de la guerra civil espanyola el va sorprendre a Madrid. Fou tancat a la presó Model de Madrid, junt amb altres diputats i polítics dretans. Fou metrallat al pati de la presó per milicians del Front Popular el 22 d'agost de 1936.